# Tryon (Carolina do Norte)
Tryon é uma cidade  localizada no estado norte-americano de Carolina do Norte, no Condado de Polk.

## Demografia
Segundo o censo norte-americano de 2000, a sua população era de 1760 habitantes.
Em 2006, foi estimada uma população de 1748, um decréscimo de 12 (-0.7%).

## Geografia
De acordo com o United States Census Bureau tem uma área de
4,8 km², dos quais 4,8 km² cobertos por terra e 0,0 km² cobertos por água.

## Localidades na vizinhança
O diagrama seguinte representa as localidades num raio de 20 km ao redor de Tryon.

## Personalidades
- Nina Simone (1933-2003) - Cantora, lenda do soul e ícone dos direitos civis que nasceu e viveu na 30 East Livingston Street[3]